# Julius Mosen

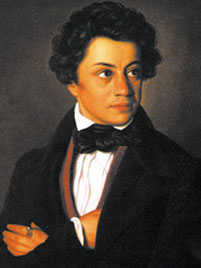
Julius Mosen

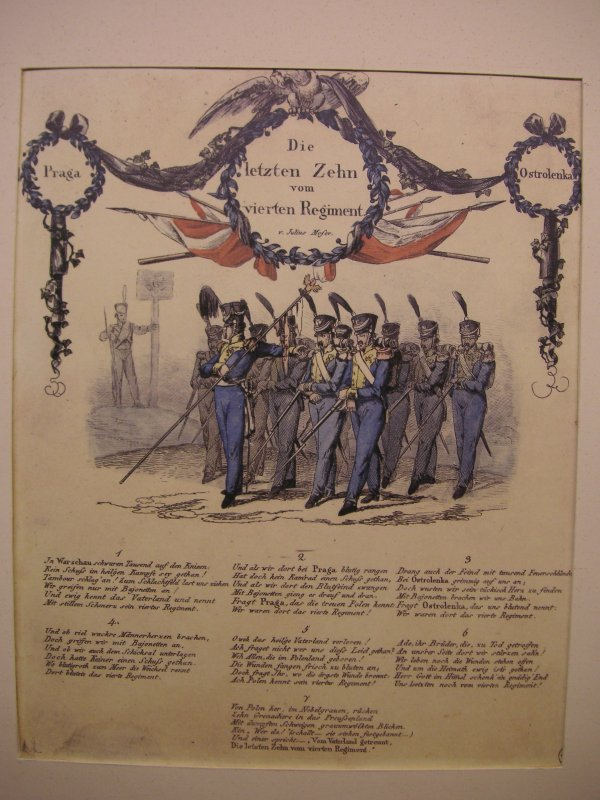
Gedicht von Julius Mosen: Die letzten Zehn vom vierten Regiment

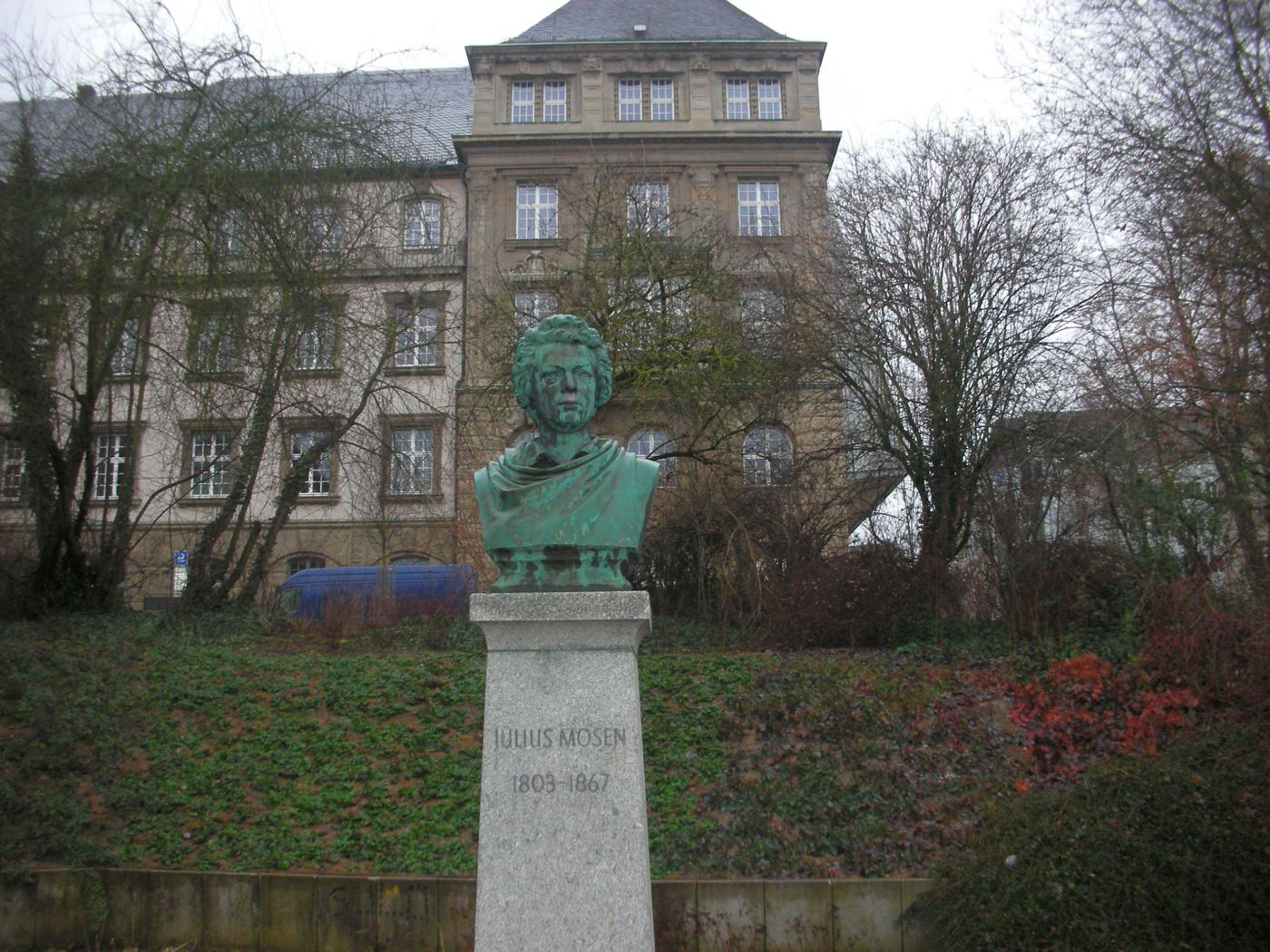
Denkmal in Plauen (Vogtland) unterhalb des Rathauses

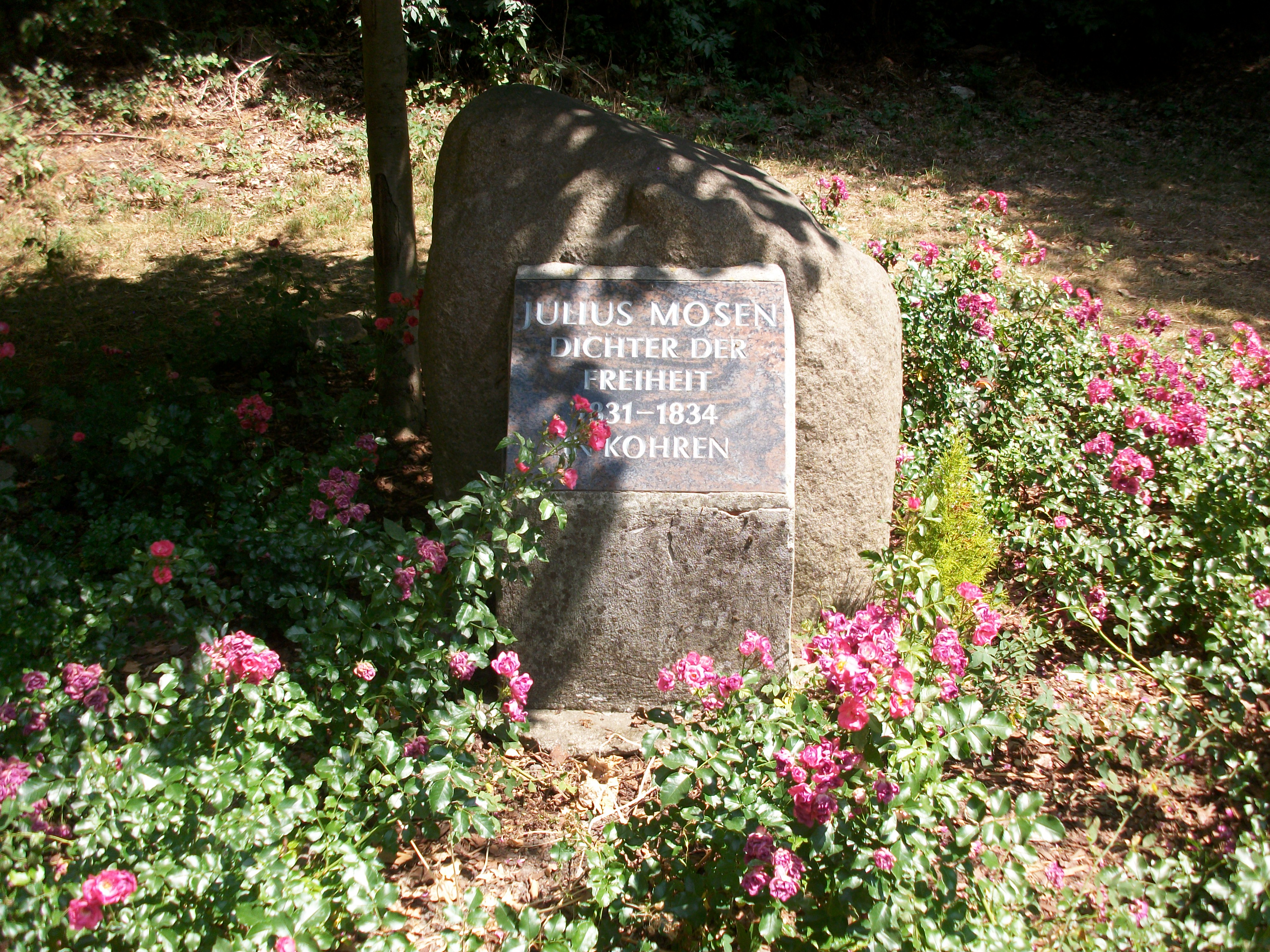
Gedenkstein in Kohren

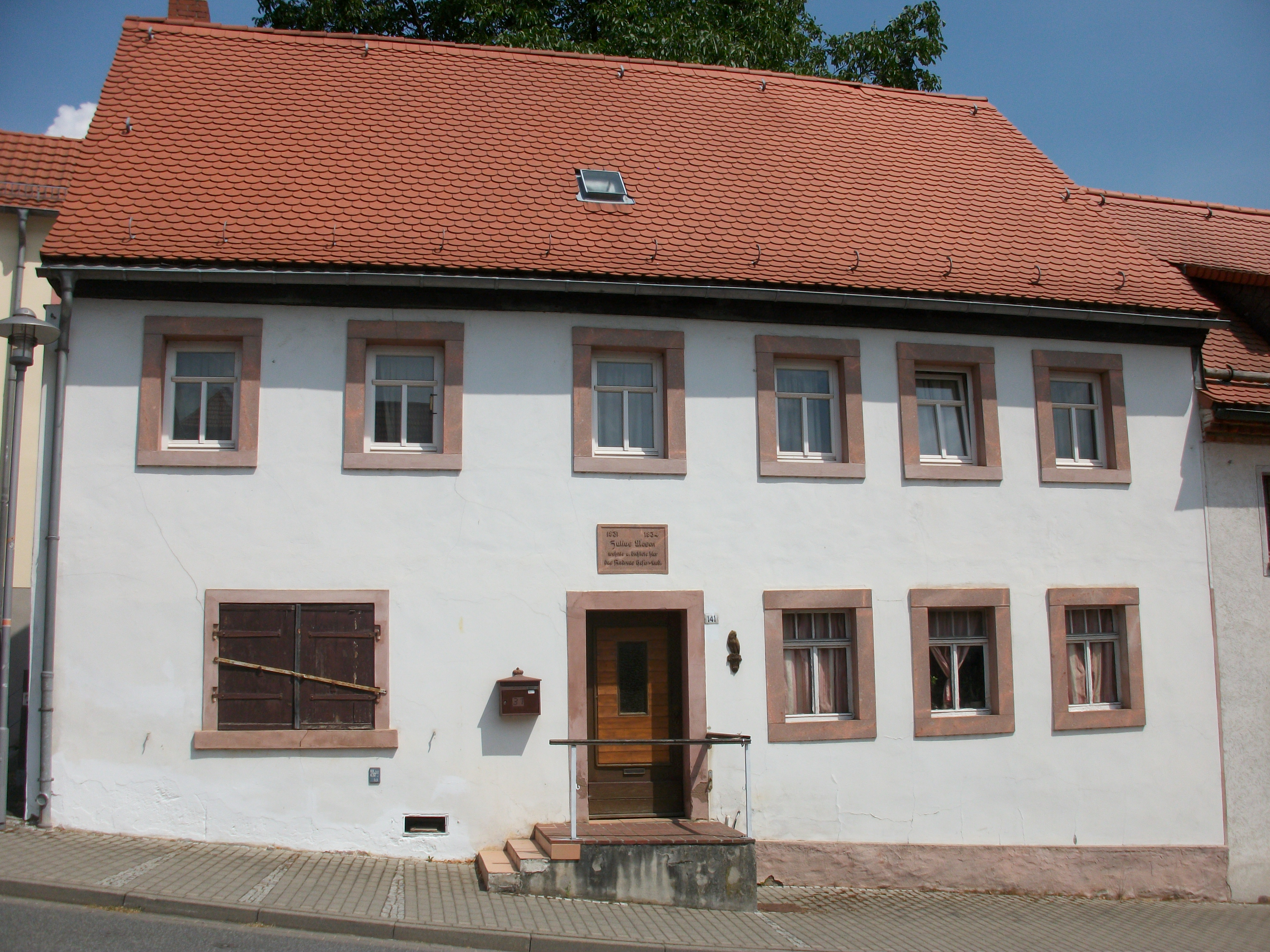
Wohnhaus mit Gedenktafel in Kohren

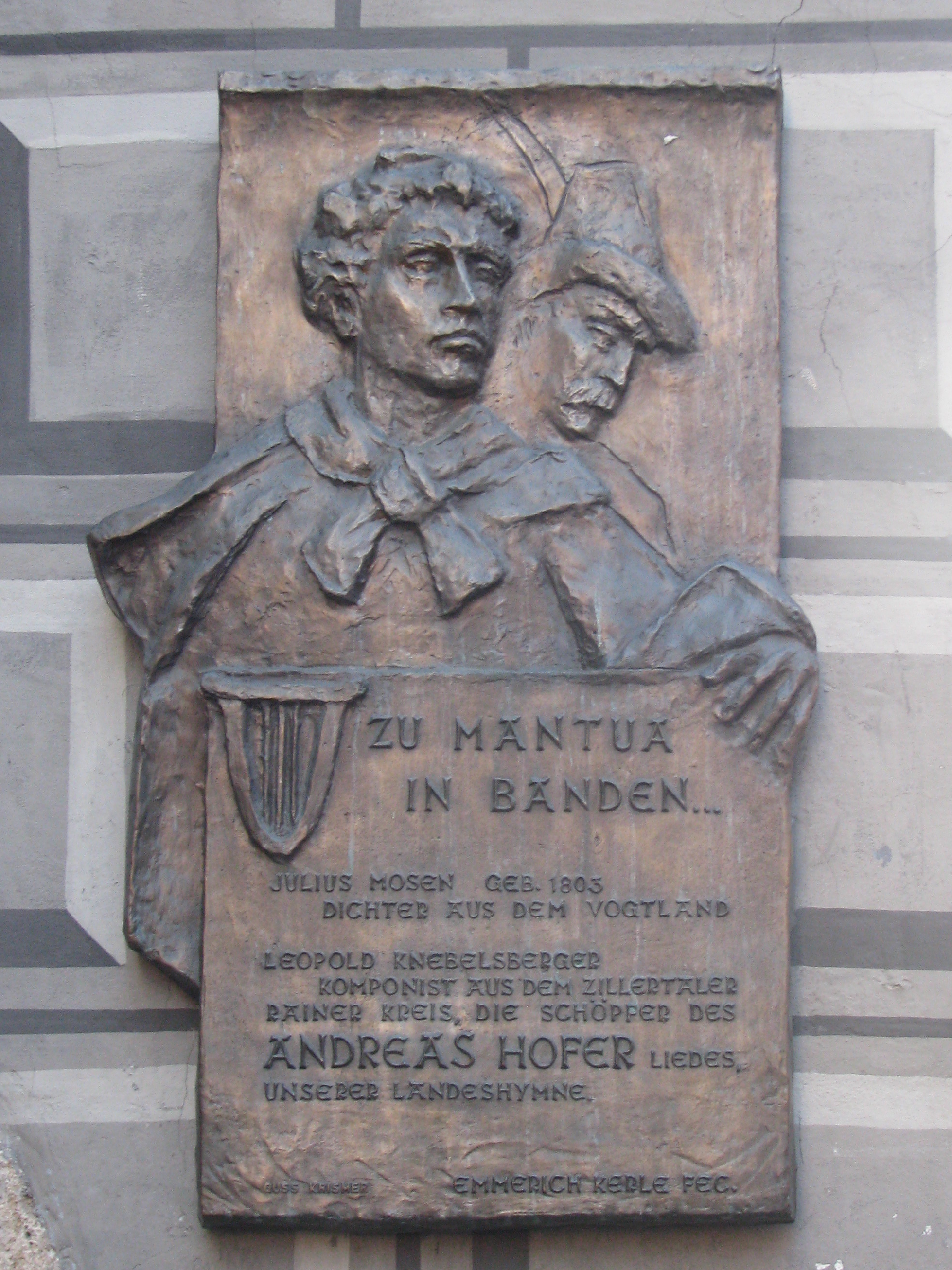
Gedenktafel für die Schöpfer des Andreas-Hofer-Lieds in Innsbruck

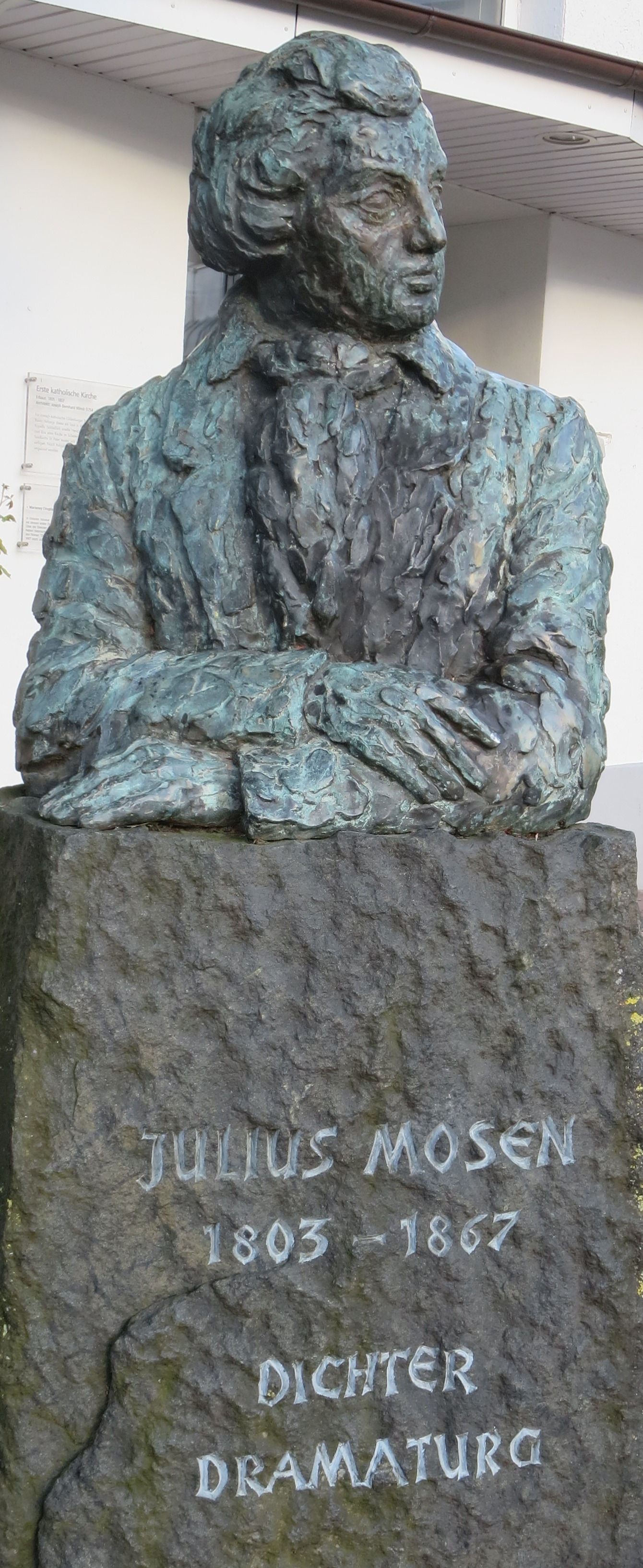
Büste in Oldenburg auf dem Julius-Mosen-Platz

Julius Mosen, eigentlich Julius Moses (* 8. Juli 1803 in Marieney; † 10. Oktober 1867 in Oldenburg (Oldb)) war ein deutscher Dichter und Schriftsteller, der heute vor allem als Dichter des Andreas-Hofer-Liedes bekannt ist.

## Familiärer Hintergrund
Julius Moses wurde als Sohn von Johannes Gottlob Moses geboren, der als Kantor und Schulmeister in der Gemeinde von Marieney wirkte. Die ursprünglich jüdische Familie findet sich Mitte des 16. Jahrhunderts in Prag. Der Familienname und seine Änderung durch Julius in „Mosen“ im Jahr 1844 war bis in die jüngste Gegenwart immer wieder Anlass, die Familie mit der jüdischen Religion in Verbindung zu bringen. Vater und Großvater aber waren in Marieney bzw. Arnoldsgrün evangelische Pfarrer und Kantoren. In Marieney gab es außerdem keine jüdische Gemeinde, in der der Vater von Julius Mosen gewirkt haben soll, wie anlässlich seines 200. Geburtstages zu lesen war. Auch die bis ins 16. Jahrhundert erforschten Ahnen gehörten dem christlichen Glauben an.

## Leben
Julius besuchte das Gymnasium in Plauen und nahm 1822 ein Studium der Rechtswissenschaft an der Universität Jena auf, wo er sich im selben Jahr der Burschenschaft Germania Jena anschloss. Mosen wechselte die Hochschule und wurde an der Universität Leipzig am 5. Mai 1825 ebenfalls für das Fach Jura immatrikuliert.
Für ein Gelegenheitsgedicht zum 50. Regierungsjahr des Großherzogs Carl August von Sachsen-Weimar erhielt Mosen, seinen Erinnerungen zufolge, 1823 nicht nur die Anerkennung durch Johann Wolfgang von Goethe, sondern auch eine Geldprämie, mit der er eine dreijährige Italienreise teilweise finanzieren konnte; weitere Mittel brachte die Herausgabe der Dichtungen von Ludwig Gotthard Kosegarten (ab 1824).
Während seines Aufenthaltes in Italien empfing er Anregungen zu seinen bedeutendsten epischen und dramatischen Werken (Ritter Wahn, Cola Rienzi, Der Kongreß von Verona). Bei Ritter Wahn handelt es sich um die erheblich erweiterte Nachdichtung – Mosen selbst nennt das Werk auf der Titelseite „Bearbeitung“ – des Liedes Il cavaliere Senso in 52 Stanzen eines unbekannten Mandolinenspielers in 749 Terzinen; aus den ursprünglichen 416 wurden so 2247 Zeilen.

„Im Liede von Ritter Wahn, welches vor sieben Jahren in Leipzig im Drucke erschienen ist, habe ich den Gegensatz von Ahasver – die zur Vereinigung mit Gott in der Unsterblichkeit ringende Seele – zur poetischen Anschauung zu bringen gesucht, während jetzt in Ahasver die in irdischem Dasein befangene Menschennatur, gleichsam der in einem Einzelwesen verleiblichte Geist der Weltgeschichte, erst in unbewußtem Trotze, dann endlich mit deutlichem Bewußtsein dem Gotte des Christenthums sich schroff gegenüberstellt.“

Insbesondere die Darstellung der Ahasver-Figur wurde nach der Veröffentlichung des Epischen Gedichts mehrfach u. a. von Karl Gutzkow und Ludwig Philippson kritisiert.
Nach seiner Rückkehr nach Deutschland nahm er das Studium 1826 wieder auf und schloss es 1828 mit dem juristischen Examen ab. Danach arbeitete er von 1828 bis 1830 in Markneukirchen als Rechtsanwaltsgehilfe, ab 1831 bis zu seiner Übersiedelung nach Dresden als Gerichtsaktuar in Kohren (heute Kohren-Sahlis, Stadt Frohburg) bei Leipzig. Hier entstanden zwei seiner bedeutendsten lyrischen Werke Die letzten Zehn vom vierten Regiment (5. Januar 1832) und das Andreas-Hofer-Lied (11. März 1832). 1835 ließ er sich als Rechtsanwalt in Dresden nieder, wo er Mitglied der Freimaurerloge Zu den drei Schwertern wurde. In dieser Zeit entstanden vorwiegend Dramen. Im Jahre 1844 übersiedelte er nach Oldenburg, wo er als Dramaturg am Oldenburgischen Hoftheater tätig war. Im selben Jahr wurde der Familienname Moses durch Dresdner Ministerialerlass in Mosen geändert. Mosen erkrankte 1846 an einer rheumatischen Krankheit und war die letzten zwanzig Jahre seines Lebens bettlägerig.
Friedrich Wilhelm Graupenstein porträtierte ihn auf dem Totenbett. Sein Grab befindet sich auf dem Gertrudenfriedhof (Oldenburg).

## Nachkommen
Mosen war verheiratet und mehrfacher Vater. Sein älterer Sohn Erich fiel während des Deutsch-Französischen Krieges am 16. August 1870 in der Schlacht bei Mars-la-Tour. Sein jüngerer Sohn Reinhard Mosen wurde oldenburgischer Hofbibliothekar. Er unterstützte seinen Vater bei der Herausgabe von dessen Erinnerungen (1863) und lieferte ein Vorwort zur revidierten Ausgabe von 1893.

## Künstlerisches Schaffen
Sein bekanntestes Gedicht ist der Text des Andreas-Hofer-Liedes („Zu Mantua in Banden“), das heute Landeshymne des österreichischen Bundeslandes Tirol ist. In dem Gedicht Die letzten Zehn vom vierten Regiment verherrlichte er die Tapferkeit der polnischen Aufständischen während des Novemberaufstandes in der Schlacht von Ostrołęka.
In Leben und Werk von Mosen lassen sich drei Leidensmotive feststellen: die Heimatliebe, der Freiheitskampf und schließlich auch die heute zerstörte deutsch-jüdische Symbiose.
In den Erinnerungen schreibt er von der „Anhänglichkeit an die heimatliche Erde des Vogtlandes“, das den Blick anziehe, „als müsste dort weit hinten in der Ferne unter den harztropfenden Tannen, dort wo die Berge terrassenartig in dunkler Bläue emporsteigen, irgendein Geheimnis verborgen sein, das uns an sich lockt und sich uns gern enthüllen möchte.“ Die Vogtländer sind für ihn die „sächsischen Tyroler, nur genügsamer, nur regsamer, nur hartnäckiger in Verfolgung ihres Zieles, doch ebenso bieder, wenn auch derber.“
So heißt es in seinem – von mehreren Komponisten vertonten – Gedicht Aus der Fremde:

Wo auf hohen Tannenspitzen,

Die so dunkel und so grün,

Drosseln gern verstohlen sitzen,

Weiß und rot die Moose blüh’n;

Zu der Heimat in der Ferne

Zög’ ich heute noch so gerne.

Wo ins Silber frischer Wellen

Schaut die Sonne hoch herein,

Spielen heimlich die Forellen

In der Erlen grünem Schein;

Zu der Heimat in der Ferne

Zög’ ich heute noch so gerne.

[…]

Wo die Hirtenfeuer brennen,

Durch den Wald die Heerde zieht,

Wo mich alle Felsen kennen,

Drüberhin die Wolke flieht;

Zu der Heimat in der Ferne

Zög’ ich heute noch so gerne.

[…]

Doch mein Leid ist nicht zu ändern,

Zieht das Heimweh mich zurück,

Hält mich doch in fremden Ländern

Unerbittlich das Geschick;

Zu der Heimat in der Ferne

Zög’ ich heute noch so gerne.

## Werke
- Das Lied vom Ritter Wahn. Eine uraltitalische Sage in vier und zwanzig Abenteuern. Barth, Leipzig 1831 (Digitalisat)
- Georg Venlot. Eine Novelle mit Arabesken. Schumann, Leipzig 1831 (Digitalisat bei Google Books; neu hrsg. und eingeleitet von Paul Kroedel, Leipzig 1941)
- Heinrich der Finkler, König der Deutschen. Ein historisches Schauspiel in fünf Acten. Literarisches Museum, Leipzig 1836 (Digitalisat im Internet Archive)
- Ahasver. Episches Gedicht. Fleischer, Leipzig 1838 (Digitalisat)
- Bilder im Moose. Novellenbuch. Brockhaus, Leipzig 1846 (Digitalisat Theil 1), (Theil 2)
- Kaiser Otto der Dritte, Drama, 1842 (in: Sämmtliche Werke, Bd. 3)
- Cola Rienzi, der letzte Volkstribun der Römer. Ein Trauerspiel, 1842 (in: Sämmtliche Werke, Bd. 3)
- Wendelin und Helena. Ein Trauerspiel. (in: Sämmtliche Werke, Bd. 4)
- Die Bräute von Florenz. Ein Trauerspiel, 1842 (in: Sämmtliche Werke, Bd. 4, ab S. 71)
- Don Johann von Oesterreich. Trauerspiel in fünf Acten (in: Sämmtliche Werke, Bd. 4, ab S. 173)
- Cromwell. Dramatisches Fragment (in: Sämmtliche Werke, Bd. 4, ab S. 467)
- Bernhard von Weimar. Geschichtliches Trauerspiel in fünf Acten. Landes-Industrie-Comptoire, Weimar 1854 (Digitalisat)
- Herzog Bernhard. Historische Tragödie. Brockhaus, Leipzig 1855 (Digitalisat)
- Der Sohn des Fürsten. Trauerspiel. Schulz, Oldenburg 1858 (Digitalisat)
- Der Congress von Verona. Roman. Duncker & Humblot, Berlin 1842 (Digitalisat Erster Theil)
- Meines Großvaters Brautwerbung. Ismael. Verlag des Volksbildungsvereins, Wiesbaden 1904 (= Wiesbadener Volksbücher Nr. 55) (Download ePub auf ebooks.qumran.org)
- Erinnerungen, fortgeführt, erläutert und herausgegeben von Max Zschommler, Neupert, Plauen 1893 (Digitalisat und Digitalisat)

## Vertonungen
Zahlreiche Gedichte Julius Mosens wurden als Klavierlieder oder für Chöre vertont. Zu den heute noch bekannten Komponisten zählen unter anderen Peter Cornelius, Karl Goldmark, Heinrich Marschner, Felix Mendelssohn Bartholdy, Carl Reinecke, Carl Martin Reinthaler, Ferdinand Ries, Robert Schumann und Robert Volkmann.

## Denkmale für Julius Mosen
- Aussichtsturm Mosenturm an der Talsperre Pöhl
- Denkmal auf dem Julius-Mosen-Platz in Oldenburg[15]
- Julius-Mosen-Denkmal und ein nach ihm benanntes Gymnasium in Oelsnitz/Vogtl.[16]
- Gedenkstein unterhalb der Burgruine Kohren (unterhalb des Westturmes) und Tafel am Wohnhaus in Kohren-Sahlis
- Gedenktafel in Innsbruck
- Denkmal mit Büste, Gedenktafel und Weg in Marieney